# 叉脉叶蝉属
叉脉叶蝉属（学名：Schizandrasca）为叶蝉科的一个属。

## 下属物种
本属包括以下物种：
- Schizandrasca rubrifrons (Matsumura, 1931)
- 优叉脉叶蝉 Schizandrasca ussurica (Vilbaste, 1968)